# Luigi Guglielmo I Moncada
Luigi Guglielmo Moncada d'Aragona La Cerda, Principe di Paternò (in spagnolo Luis Guillermo de Moncada Aragón y de la Cerda; Collesano, 1º gennaio 1614 – Madrid, 4 maggio 1672), è stato un nobile, politico, militare cardinale italiano del XVII secolo al servizio del Regno di Spagna.

## Biografia
Nacque a Collesano - borgo madonita del Val Demone di cui i Moncada erano feudatari - il 1º gennaio 1614 da Antonio, IV principe di Paternò, e dalla nobildonna spagnola Juana de la Cerda y de la Cueva dei duchi di Medinaceli. Figlio secondogenito della coppia, il fratello maggiore Francesco, di un anno più grande, morì nel 1626 per un incidente nel bosco di Mimiano, nei pressi di Caltanissetta, fatto che segnò la sua adolescenza.
Avendo i genitori abbandonato l'abito secolare, il 9 giugno 1627, il Moncada ottenne investitura di parte dei titoli e feudi ereditati dal padre, a partire da quello di principe di Paternò, a cui seguirono le investiture degli altri titoli e feudi del 26 maggio 1664 e 16 settembre 1667. Si spostò a Napoli, dove nel 1629 sposò la nobildonna spagnola María Enríquez de Ribera y de Moura, figlia di Fernando, duca di Alcalá, da cui ebbe un solo figlio Antonio, nato nel 1630 e morto in giovane età.
Avviato in politica dal suocero, al quale il padre lo aveva affidato prima di morire, che fu viceré di Napoli (1629-1631) e viceré di Sicilia (1632-1635), e che lo introdusse nelle rispettive corti, nel 1633, a soli diciannove anni, entrò a far parte del braccio militare del Parlamento siciliano, dove coordinò in unione con il Principe di Valguarnera il fronte di opposizione contro alcune pretese giurisdizionali del Sant'Ufficio. Nel 1635, il Principe-Duca Moncada divenne presidente del Regno di Sicilia, suo primo incarico governativo di rilievo, che tenne fino al 1639. Da governatore dell'isola si ritrovò ad affrontare diversi problemi, come la carestia del 1635-36 causata dalla crisi del raccolto, che riuscì ad attenuare riducendo la pressione tributaria sui raccolti. Importante fu anche la dismissione di beni pubblici al fine di garantire le entrate tributarie al Regno di Spagna. Fece inoltre abbellire la città di Palermo di fontane, in cui fece costruire la Porta Montalto (1637), completare la Porta Felice (1637), e fatta ristrutturare la Porta Carini. Nonostante ricoprisse importanti cariche pubbliche, il Principe Luigi Guglielmo non trascurò la gestione amministrativa e finanziaria dei suoi feudi.
Nel 1638, morì la sua consorte María, già gravemente malata, e partì per la Spagna, dove visse tra Madrid e Saragozza. In questo periodo conobbe Caterina de Moncada y Castro, figlia di Francisco, marchese di Aitona, menina della Regina di Spagna, che sposò nel 1643, e da cui ebbe i figli Ferdinando, Giovanni e Federico, dei quali gli ultimi due, morti in tenerissima età. Il matrimonio con la rampolla del ramo spagnolo dei Moncada si rivelò importante per il Principe di Paternò, che gli permise di introdursi nella corte madrilena e di progredire nella carriera politica: nominato viceré e capitano generale del Regno di Sardegna nel 1644, ricoprì il predetto incarico per due mandati fino 1649; dal 1652 al 1658 fu viceré di Valencia. Nel periodo 1650-51 fu inattivo perché accusato di far parte di quel gruppo di congiurati contro la Corona spagnola capeggiata da Giuseppe Branciforte, principe di Niscemi, una congiura creata nel 1645 con lo scopo di separare la Sicilia dalla Spagna, ma tali accuse si rivelarono prive di fondamento.
Nel 1653, il Principe-Duca fu nominato cavallerizzo maggiore della regina Anna d'Austria, e nell'anno medesimo morì la sua seconda moglie Caterina. Gentiluomo di camera del re Filippo IV di Spagna, questi nel 1659 gli assegnò la carica di capitano generale della cavalleria di Napoli. Non essendosi risposato, si occupò di organizzare il matrimonio del figlio Ferdinando con María Teresa Fajardo y Toledo y Portugal, figlia di Fernando, marchese di Los Vélez, avvenuto nel 1665.
Nel 1667, su richiesta dei sovrani di Spagna, Moncada fu nominato cardinale da papa Alessandro VII, e la regina gli concesse le rendite delle due abbazie siciliane di Santa Maria di Roccamadore e dei Santi Pietro e Paolo, vacanti dopo la morte del cardinale Carlo de' Medici.  Sostenitore del gesuita Giovanni d'Austria, figlio naturale del re Filippo IV, fu allontanato da corte per ordine della regina, e si ritirò nel suo palazzo di Madrid dove morì nella notte tra il 3 e il 4 maggio 1672.
Luigi Guglielmo Moncada fu anche ambasciatore presso l'imperatore Leopoldo, maggiordomo maggiore di re Carlo II di Spagna, e per tre volte Grande di Spagna dal 1631. Di formazione umanistica, fu anche letterato e poeta , nonché collezionista di arazzi.

## Ascendenza
|                                                                 |                                           |                                                   | Genitori                                                         |  |  | Nonni |  |  | Bisnonni                                       |  |  | Trisnonni                                      |  |
|                                                                 |                                           |                                                   |                                                                  |  |  |       |  |  | Cesare Moncada Pignatelli, principe di Paternò |  |  | Francesco Moncada de Luna, principe di Paternò |  |
|                                                                 |                                           |                                                   |                                                                  |  |  |       |  |  | Cesare Moncada Pignatelli, principe di Paternò |  |  | Francesco Moncada de Luna, principe di Paternò |  |
|                                                                 |                                           | Caterina Pignatelli Colonna                       |                                                                  |  |  |       |  |  | Cesare Moncada Pignatelli, principe di Paternò |  |  |                                                |  |
| Francesco Moncada de Luna, principe di Paternò                  |                                           |                                                   |                                                                  |  |  |       |  |  | Cesare Moncada Pignatelli, principe di Paternò |  |  |                                                |  |
|                                                                 |                                           | Aloisia de Luna Vega                              | Pietro de Luna Salviati, duca di Bivona                          |  |  |       |  |  |                                                |  |  |                                                |  |
|                                                                 |                                           | Aloisia de Luna Vega                              | Pietro de Luna Salviati, duca di Bivona                          |  |  |       |  |  |                                                |  |  |                                                |  |
|                                                                 |                                           | Aloisia de Luna Vega                              | Isabella de Vega y Osorio                                        |  |  |       |  |  |                                                |  |  |                                                |  |
| Antonio d'Aragona Moncada, principe di Paternò                  |                                           | Aloisia de Luna Vega                              |                                                                  |  |  |       |  |  |                                                |  |  |                                                |  |
|                                                                 |                                           | Antonio d'Aragona Cardona                         | Antonio d'Aragona Folch de Cardona, duca di Montalto             |  |  |       |  |  |                                                |  |  |                                                |  |
|                                                                 |                                           | Antonio d'Aragona Cardona                         | Antonio d'Aragona Folch de Cardona, duca di Montalto             |  |  |       |  |  |                                                |  |  |                                                |  |
|                                                                 |                                           | Antonio d'Aragona Cardona                         | Giulia Antonia Cardona Gonzaga                                   |  |  |       |  |  |                                                |  |  |                                                |  |
| Maria d'Aragona La Cerda                                        |                                           | Antonio d'Aragona Cardona                         |                                                                  |  |  |       |  |  |                                                |  |  |                                                |  |
|                                                                 |                                           | María de la Cerda y Manuel de Portugal            | Juan de la Cerda y de Silva, duca di Medinaceli                  |  |  |       |  |  |                                                |  |  |                                                |  |
|                                                                 |                                           | María de la Cerda y Manuel de Portugal            | Juan de la Cerda y de Silva, duca di Medinaceli                  |  |  |       |  |  |                                                |  |  |                                                |  |
|                                                                 |                                           | María de la Cerda y Manuel de Portugal            | Joana Manuel de Noroña y Fabra                                   |  |  |       |  |  |                                                |  |  |                                                |  |
| Luigi Guglielmo Moncada d'Aragona La Cerda, principe di Paternò |                                           | María de la Cerda y Manuel de Portugal            |                                                                  |  |  |       |  |  |                                                |  |  |                                                |  |
|                                                                 | Juan Luis de la Cerda, duca di Medinaceli | Juan de la Cerda y de Silva, duca di Medinaceli   |                                                                  |  |  |       |  |  |                                                |  |  |                                                |  |
|                                                                 | Juan Luis de la Cerda, duca di Medinaceli | Juan de la Cerda y de Silva, duca di Medinaceli   |                                                                  |  |  |       |  |  |                                                |  |  |                                                |  |
|                                                                 | Juan Luis de la Cerda, duca di Medinaceli | Joana Manuel de Noroña y Fabra                    |                                                                  |  |  |       |  |  |                                                |  |  |                                                |  |
| Juan de la Cerda y Aragón, duca di Medinaceli                   | Juan Luis de la Cerda, duca di Medinaceli |                                                   |                                                                  |  |  |       |  |  |                                                |  |  |                                                |  |
|                                                                 |                                           | Isabella d'Aragona Cardona                        | Antonio d'Aragona Folch de Cardona, duca di Montalto             |  |  |       |  |  |                                                |  |  |                                                |  |
|                                                                 |                                           | Isabella d'Aragona Cardona                        | Antonio d'Aragona Folch de Cardona, duca di Montalto             |  |  |       |  |  |                                                |  |  |                                                |  |
|                                                                 |                                           | Isabella d'Aragona Cardona                        | Giulia Antonia Cardona Gonzaga                                   |  |  |       |  |  |                                                |  |  |                                                |  |
| Juana de la Cerda y de la Cueva                                 |                                           | Isabella d'Aragona Cardona                        |                                                                  |  |  |       |  |  |                                                |  |  |                                                |  |
|                                                                 |                                           | Gabriel de la Cueva y Girón, duca di Alburquerque | Beltrán de la Cueva y Toledo, duca di Alburquerque               |  |  |       |  |  |                                                |  |  |                                                |  |
|                                                                 |                                           | Gabriel de la Cueva y Girón, duca di Alburquerque | Beltrán de la Cueva y Toledo, duca di Alburquerque               |  |  |       |  |  |                                                |  |  |                                                |  |
|                                                                 |                                           | Gabriel de la Cueva y Girón, duca di Alburquerque | Isabel Girón y Vega                                              |  |  |       |  |  |                                                |  |  |                                                |  |
| Ana de la Cueva y de la Lama                                    |                                           | Gabriel de la Cueva y Girón, duca di Alburquerque |                                                                  |  |  |       |  |  |                                                |  |  |                                                |  |
|                                                                 |                                           | Juana de la Lama y de la Cueva                    | Gonzalo Fernández de la Lama                                     |  |  |       |  |  |                                                |  |  |                                                |  |
|                                                                 |                                           | Juana de la Lama y de la Cueva                    | Gonzalo Fernández de la Lama                                     |  |  |       |  |  |                                                |  |  |                                                |  |
|                                                                 |                                           | Juana de la Lama y de la Cueva                    | Isabel Benedicta de la Cueva y Portocarrero, marchesa di Ladrada |  |  |       |  |  |                                                |  |  |                                                |  |
|                                                                 |                                           | Juana de la Lama y de la Cueva                    |                                                                  |  |  |       |  |  |                                                |  |  |                                                |  |